# The Unholy Union
The Unholy Union, es un equipo femenino de lucha libre profesional conformado por las luchadoras escocesas Alba Fyre & Isla Dawn , trabajan para la empresa WWE en la marca SmackDown.
Ambas se dieron a conocer en las escenas independientes y por su tiempo en la WWE bajo los nombres de Kay Lee Ray/Alba Fyre (Kayleigh)e Isla Dawn (Courtney), convirtiéndose en las primeras escocesas en ser campeonas en parejas en la historia de la WWE.
Debutaron como equipo el 31 de enero de 2023, tras una viñeta, confirmando su alianza en la entonces marca NXT, ambas tuvieron su primera presentación televisiva como equipo el 14 de marzo de 2023.

## Historia

### WWE

#### NXT (2023)
Tras un feudo mediano entre Isla Dawn y Alba Fyre en el cual Fyre quedó como ganadora dándole cierre a este; El 24 de enero de 2023 Fyre junto a Sol Ruca fueron derrotadas en un combate en parejas ante Katana Chance & Kayden Carter haciendo que Dawn fuese a buscar a Fyre al final del combate. En una viñeta del 31 de enero se confirmó la alianza entre Fyre & Dawn  haciendo un ritual, Dawn expresando que Alba Fyre siempre tuvo rabia dentro de ella y sólo necesitaba un empujón. Alba lanzaría agua sobre el fuego e Isla le dice que ahora se ha deshecho de sus males y ha renunciado a querer tener el control. El 14 de marzo de 2023 Fyre & Dawn derrotaron en un Triple Way Tag Team Match a Kayden Carter & Katana Chance y Ivy Nile & Tatum Paxley para obtener una oportunidad por los títulos de pareja femeniles. El 1 de abril de 2023, en el evento NXT Stand & Deliver Fyre & Dawn, se enfrentaron a las entonces campeonas Fallon Henley & Kiana James para así, convertirse en las Campeonas Femeninas en Parejas de NXT. El 11 de abril de 2023 Dawn & Fyre retuvieron con éxito los campeonatos en la revancha contra James & Henley.

#### Roster principal (2023-2025)
El 28 de abril de 2023 Fyre & Dawn fueron ascendidas como campeonas al roster principal para la marca SmackDown. Esa misma noche del Draft fueron retadas por Katana Chance & Kayden Carter para no dejar a NXT sin campeonas a lo cual estas aceptaron. El 2 de mayo de 2023 Fyre & Dawn retuvieron con éxito sus campeonatos ante Chance & Carter. Hicieron su debut televisivo el 19 de mayo en la marca azul derrotando a Yulisa León & Valentina Feroz. El 9 de junio de 2023 fueron retadas por las entonces también campeonas en pareja Ronda Rousey & Shayna Baszler en una lucha de unificación entre los WWE Women's Tag Team Championship y NXT Women's Tag Team Championship  donde Fyre & Dawn salieron derrotadas. No fue hasta finales de año que Fyre & Dawn volvieron a aparecer en escena confesando que ambas habían introducido un tipo de hechizo en los títulos ante las múltiples lesiones reales de varias luchadoras (como Sonya Deville, Liv Morgan, Ronda Rousey & Shayna Baszler) y que irían tras ellos. En las siguientes semanas tuvieron viñetas dando a conocer los diferentes rituales consolidándose así formalmente su unión como The Unholy Union. Aparecieron en el episodio navideño de SmackDown el 22 de diciembre de 2023 atacando a The Kabuki Warriors durante su combate. El 19 de enero de 2024 The Unholy Union tuvieron una lucha titular ante las campeonas Katana Chance & Kayden Carter logrando sin éxito los campeonatos. En backstage confesaría Dawn que sería momento de un renacimiento de ambas y no sería el fin. En el episodio de Raw del 3 de junio de 2024, durante el combate entre Bianca Belair & Jade Cargill contra Shayna Baszler & Zoey Stark, Fyre & Dawn atacaron a las entonces campeonas junto a Baszler y Stark. Con esto se dio un combate de triple amenaza entre  Bianca Belair & Jade Cargill y Shayna Baszler & Zoey Stark por los WWE Women's Tag Team Championship en Clash at the Castle
El 15 de junio de  2024 en Clash at the Castle, The Unholy Union derrotaron a los equipos Belair & Cargill y Baszler & Stark ganando así, los Campeonatos Femeninos en Pareja de WWE por primera vez y en su país natal Escocia. Tuvieron su primer defensa exitosa en The Great American Bash ante The Meta-Four (Jakara Jackson & Lash Legend) el 30 de julio de 2024. Esa misma semana volvieron a defender sus campeonatos ante Belair & Cargill en el episodio semanal de SmackDown, dejando el combate en descalificación gracias a la intervención de Blair Davenport definiendo así, una alianza con esta última. El 19 de agosto de 2024 Unholy Union defendieron exitosamente los títulos ante Damage Control (Iyo Sky & Kairi Sane) y The Pure Fusion Collective (Shayna Baszler & Zoey Stark) en el episodio semanal de WWE Raw. El 24 de diciembre de 2024, Unholy Union regresaron a NXT en un episodio semanal derrotando a Fatal Influence (Jacy Jayne & Jazmyn Nyx) al tener un careo con estás en backstage.

## Otros medios
Fyre y Dawn hicieron su debut en los videojuegos de WWE en WWE 2K24 y posteriormente en WWE SuperCard. A lo largo de su carrera en dicha empresa, ambas también hicieron apariciones para WWE 2K23.

## Campeonatos y logros
- WWE
  - WWE Women's Tag Team Championship (1 vez).
  - NXT Women's Tag Team Championship (1 vez, últimas).